# Einstein (Retour vers le futur)
Pour les articles homonymes, voir Einstein (homonymie).
Einstein (souvent appelé "Einie") est, dans la trilogie Retour vers le futur, le chien de berger de Doc Brown en 1985, puis de la famille Brown. Son âge est inconnu, bien qu'il soit pleinement développé et susceptible d'avoir un âge moyen pour un chien. Il est le dernier de la lignée de chiens de Doc au nom de célèbres scientifiques, dans ce cas, Albert Einstein.
Einstein est le compagnon de Doc, et bien qu'il soit impliqué dans de nombreuses expériences de son maître, Doc se soucie de son animal de compagnie qui est à part Marty son seul ami.

## Retour vers le futur
Einstein est introduit dans le film pendant la scène sur le parking de la Promenade des Deux pins (« Twin Pines Mall »), où Doc effectue son premier voyage dans le temps. Doc contrôle la machine à remonter le temps par télécommande; avec Einstein assis dedans, et Marty McFly qui filme. Einstein a réussi à voyager dans le temps d'une minute, disparaissant à 1h20 et réapparaissant à 1h21 le 26 octobre 1985, et devient donc le tout premier voyageur dans le temps avant que Marty voyage en 1955 puis en 1885 ou le vieux Biff en 1955 ou Doc Marty et Clara en 1876. Einstein, étant un chien, a totalement ignoré que quelque chose s'était passé et repart dans le camion de Doc, sain et sauf.
Quelques minutes plus tard, Einstein prévient Doc que les terroristes libyens (dont il a obtenu le plutonium pour alimenter la machine à remonter le temps) arrivent au Mall. Alors que les terroristes tuent Doc et chassent Marty autour du terrain de stationnement (jusqu'à ce qu'il disparaisse de 1985), Einstein reste dans le camion, sans doute par peur des coups de feu.
Ainsi, il survit aux terroristes, et à la fin du film, après avoir déposé Marty de retour à la maison, Doc le prend avec lui dans l'avenir.

## Retour vers le futur II
Doc récupère Einstein du chenil (cette ligne est en fait écrite pour expliquer pourquoi Doc pris Einstein avec lui en 2015 dans la Partie I, mais il ne l'a pas ramené en 1985 à la fin du film). Einstein reste avec Doc et Marty pour le reste de leur temps en 2015 et localise Jennifer, qui a été prise à son futur domicile par la police. Doc a encore le sac à main de Jennifer, qu'Einstein utilise pour retrouver son odeur.
Mission accomplie, les quatre retournent en 1985.
Einstein (à partir de la chronologie inchangée) est dépassé lorsque Doc et Marty retournent en 1955 pour corriger l'histoire. Lorsque le calendrier est revenu à la normale, il y a des changements autour d'Einstein, mais il serait probablement pas au courant de cela.

## Retour vers le futur III
Dans une lettre à Marty, Doc demande à son ami de donner une bonne maison à Einstein, une fois qu'ils reviendront en 1985.
À la fin du film, Doc revient en 1985 avec son épouse Clara et ses fils Jules et Verne. Ils prennent Einstein dans le laboratoire de Doc, et il devient l'animal de compagnie de la famille. Bien qu'il s'est écoulé 10 ans depuis que Doc avait vu pour la dernière fois Einstein, 10 heures seulement sont passées depuis qu'Einstein avait vu Doc. À la fin, Einstein est avec la famille quand ils partent dans la machine à remonter le temps pour une durée inconnue.

## Série d'animation
Il devient anthropomorphique et plus rusé. Il suit toujours Doc à travers ses voyages dans le temps.

## Copernic
En 1955, Doc possède un autre chien nommé Copernic, en hommage à Nicolas Copernic. Il ressemble beaucoup à Einstein.

## Interprètes
Le chien "jouant" Einstein dans les films se nomme Freddie. Mais il semblerait que la production ait eu recours à d'autres chiens.
Dans la série d'animation, Einstein est doté d'une voix, interprétée par Danny Mann.